# Fernhill Heath
Fernhill Heath är en ort i Storbritannien.   Den ligger i grevskapet Worcestershire och riksdelen England, i den södra delen av landet, 160 km nordväst om huvudstaden London. Fernhill Heath ligger 51 meter över havet och antalet invånare är 2 922.
Terrängen runt Fernhill Heath är platt.Runt Fernhill Heath är det ganska tätbefolkat, med 179 invånare per kvadratkilometer. Närmaste större samhälle är Worcester, 4,8 km söder om Fernhill Heath. Trakten runt Fernhill Heath består till största delen av jordbruksmark.